# Dielsiothamnus
Dielsiothamnus là chi thực vật có hoa trong họ Annonaceae.